# Mikrotonální hudba

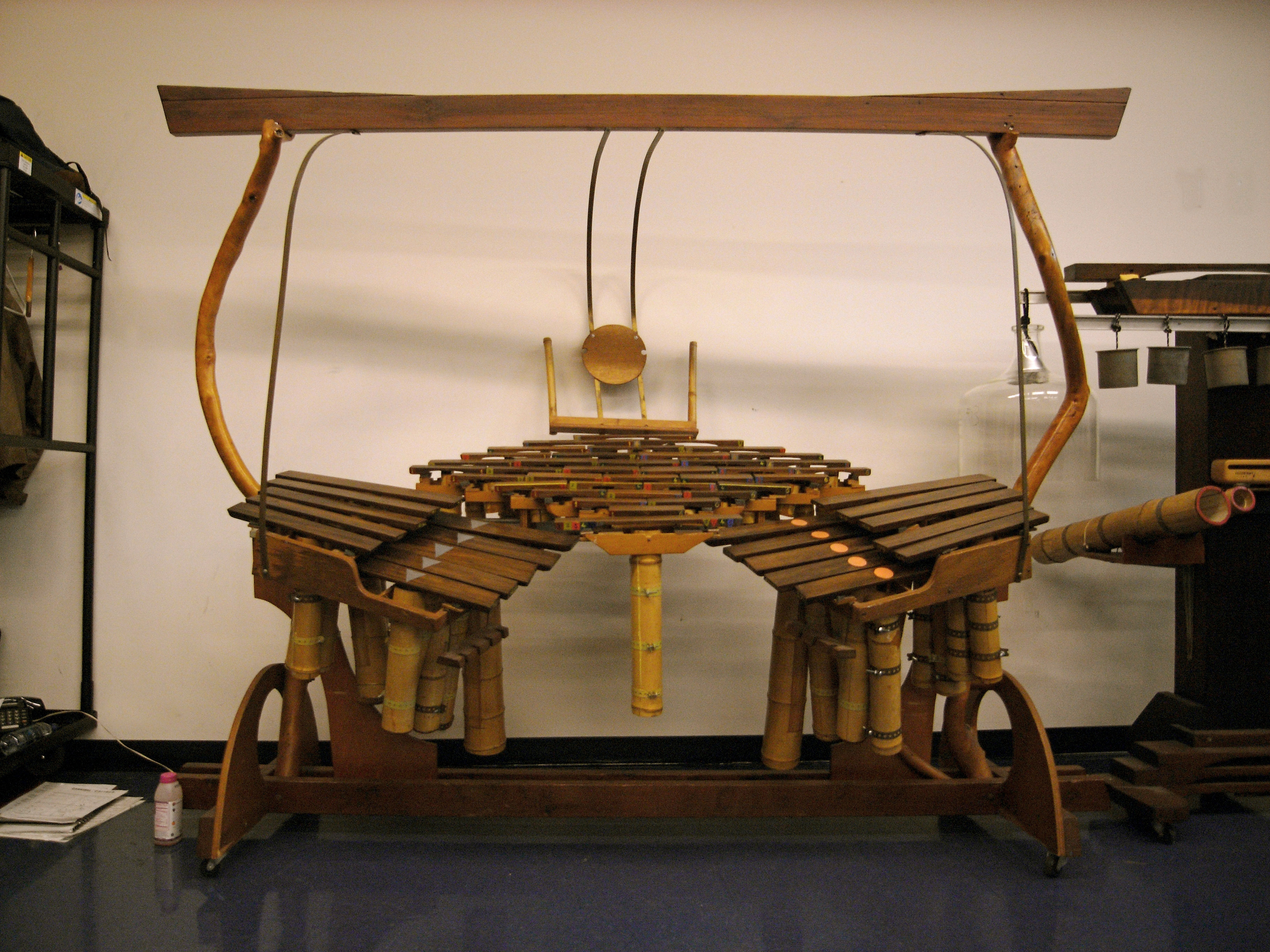
Quadrangularus Reversum, Harry Partch

Mikrotonální hudba nebo též mikrotonalita je hudba, která záměrně pracuje s různými typy ladění se vzdálenostmi mezi tóny odlišnými od intervalů běžně používaných, nejčastěji s intervaly menšími než půltón. Jako mikrotonální je však dnes možné označit jakoukoli hudbu používající jiné než rovnoměrně temperované ladění.

## Historie
Mikrotonální hudba není originálním novodobým produktem. Nacházíme ji nejen v téměř všech mimoevropských kulturách (např. v arabské, perské, indické, thajské, africké, indonéské, indiánské, ad. hudbě), ale běžně i v evropské hudbě lidové, např. na Moravském Slovácku. Pramenem teoretických základů evropské mikrotonality je antické Řecko, kde užití odlišných intervalů bylo běžné.
V artificální evropské hudbě se mikrotonalita objevuje již v 16. století, kdy Guillaume Costeley v písni „Seigneur Dieu ta pitié“ z roku 1558 i ve své teoretické práci použil 1/3-koma středotónové ladění a oktávu dělil na 19 stejných dílů. Italský renesanční skladatel Nicola Vicentino (1511–1576) experimentoval s mikrotonalitou v rámci svého zkoumání jejího antického originálu. Vyrobil nástroj s 36 klávesami pro jednu oktávu, který se nazýval archicembalo.

## Novodobá mikrotonalita

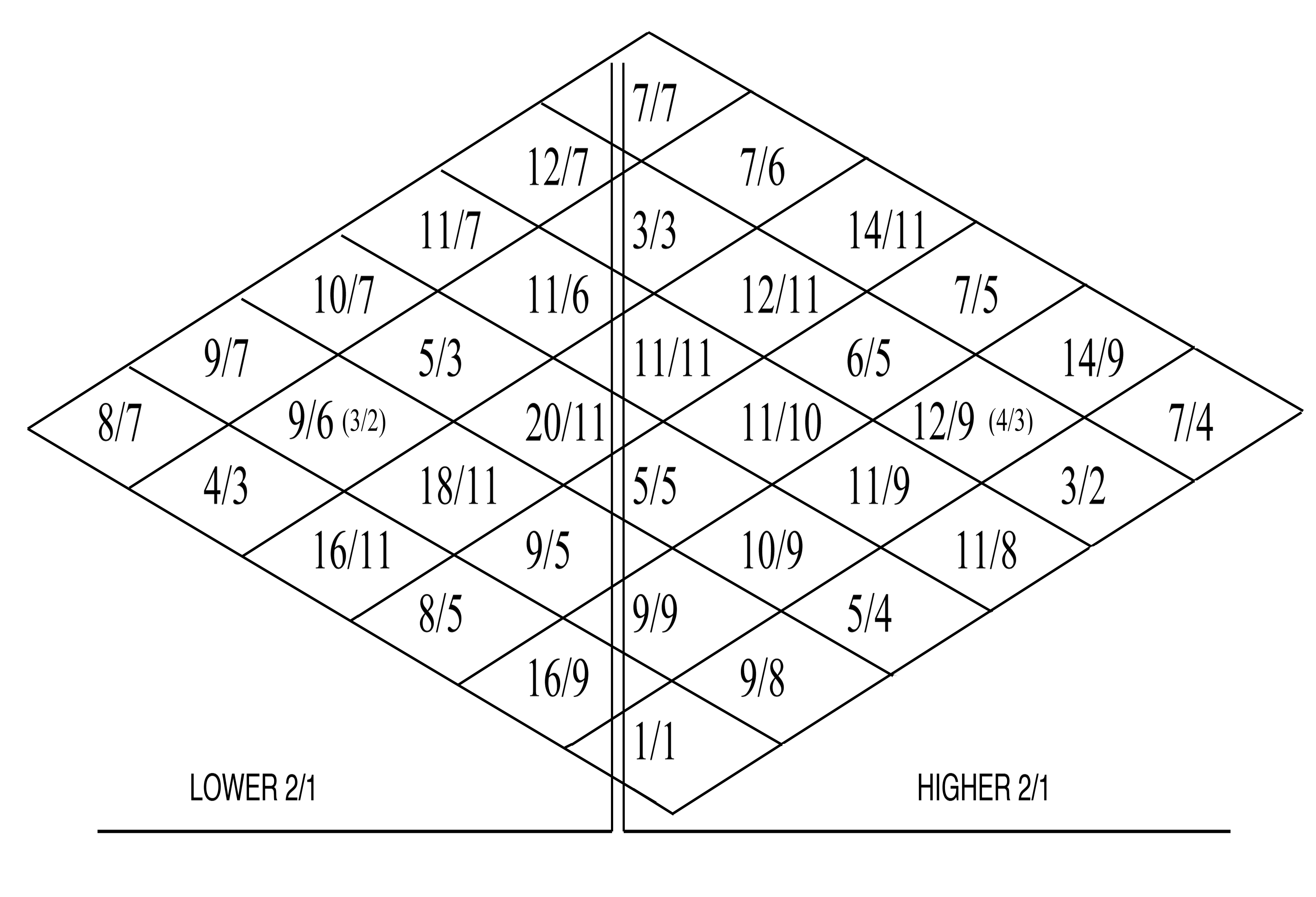
11limitální Partchův harmonický diamant

V novodobé umělé hudbě se mikrotonalita objevuje ve druhé dekádě 20. století a posléze se stává základem pro tvorbu celé řady moderních skladatelů, z nichž nejvýznamnějšími jsou Alois Hába, Giacinto Scelsi, Glenn Branca, Milan Guštar, Charles Ives, Harry Partch, Ivor Darreg, Eugène Ysaÿe, Nicola Vicentino, Adriaan Fokker, Paul Erlich, Ivan Wyschnegradsky, Joseph Schillinger, Valeri Brainin či Yuri Landman (Moodswinger), v soudobé české hudbě mikrotonalitu užívají Martin Smolka či Vladimír Hirsch.

## Partchův diamant
7limitální Partchův harmonický diamant:
```
         7/4
      3/2   7/5
   5/4   6/5   7/6
1/1   1/1   1/1   1/1
   8/5   5/3   12/7
      4/3   10/7
         8/7
```